# Полакр
Полакр, полакра, полякра, полярка, поляка (исп. polacra, фр. polacre, нем. polacer, происхождение слов в этих языках неизвестно) — тип парусного судна, распространённый на Средиземноморье в XVI—XIX веках.

## История и конструкции
Упоминания о полакре есть, по крайней мере, уже в XVII веке — в 1629 году Фуртенбах пишет:

"...после Nave итальянцы обслуживают себя еще другим Vasselo (судном), которое они называют Polaca, похожим на небольшое Nave, на котором можно перевозить значительное количество товаров, в основном вина, зерна, соли и древесины..."
Парусное вооружение полакров XVII века было весьма характерным - латинский парус на наклоненной вперёд фок-мачте, прямые паруса на гроте и прямой парус и латинский парус на бизани. Мачты делались из одного цельного дерева, не имели ни стеньг, ни марсов, ни эзельгофтов — так называемые полакр-мачты.
В конце XVIII — начале XIX века полакр приобретает прямое парусное вооружение на фоке и гроте, на бизани вместо рю и латинского паруса устанавливается гафельный парус.

## Применение

### Россия
В России суда данного типа не строились, при этом в конце XVIII — начале XIX века в составе Российского императорского флота использовалось небольшое количество полакров. Все российские полакры были либо куплены, либо взяты в плен у неприятеля.